# José María Heredia
José María Heredia (Santiago de Cuba, 1803. december 31. – Mexikó, Toluca, 1839. május 7.) kubai költő.

## Élete
Kuba nemzeti költőjének is kinevezték. Családja többször költözött, éltek Floridában, Venezuelában, Mexikóban. Kubában jogot tanult, de két évvel tanulmányai befejezése után részt vett a spanyolellenes függetlenségi összeesküvésben, ezért 1823-ban politikai okokból az Egyesült Államokba távozott. 1825-ben Mexikóban telepszik le, ahol különféle politikai tisztségeket tölt be, többek között Santa Anna tábornok titkára és képviselő, s mint újságíró és tanár is tevékenykedik. Kubába csak sok év elteltével tér vissza, akkor is csak 4 hónapra. Fiatalon hunyt el tüdőbajban.

## Munkássága
Már gyerekkorában latin nyelvű írásokat fordított, s az újklasszikus francia és spanyol költők inspirálták. Műveiben megfigyelhető a fokozatos haladás az édes, melankolikus szerelmi lírától az elmélkedő és társadalmilag befolyásolt költészetig. Alapos ismerője volt az angol és a francia irodalomnak is, Chatebaubriand-t és George Byront fordított és utánzott. Verseiben fontos szerepet kap a képzelet, a melankólia és a szerelemféltés. A filozófiája mindenekelőtt emberszerető és felvilágosult, a békét, igazságosságot, a rendet és a haladást szorgalmazza. A függetlenség lázas szónoka. Költészetének eredetisége mégsem hazaszeretetében rejlik, hanem sokkal inkább annak egyik megnyilvánulásában: a nosztalgiában. Műveiben gyakran találkozunk a táj és az otthonához kötődő emlékek felidézésével. Igen keveset élt Kuba szigetén, s talán ezért meglehetősen idealizálta is. A honvágy motívuma végigkíséri költészetét, s ki kell hangsúlyozni, hogy ez inkább Herediát a költőt gyötörte, s nem annyira Herediát a kubai állampolgárt. Nem volt hely, ahol otthon érezte volna magát: sem Mexikóban, sem az Egyesült Államokban, de még magában Kubában sem. 
Legerősebb érzelme a szerelem: a kubai tájat szerelmes lélekkel festi le, s a távolság és a száműzetés gyengédségének részeként idéződik fel. A csendes, nyugodt élet ideálja éppannyira erős nála, mint a szerelem vagy az anyaország szépségei. A romantikus költők egyik legábrándosabbja. 
Az En el teocalli de Cholula című verse segít őt a legjobban meghatározni az irodalomtörténetben. A búskomorság, a romok látványa, az utalás a vulkánra, az elmélkedés a természetről és a történelemről és az idő érzékeltetése mind friss és eleven emlékek bizonyítékai. Képes egyedülálló pontossággal megjeleníteni minden színárnyalatot és tárgyat. Mégis, inkább elmélkedő mint leíró lelkületű. A Niágara versben szintén a természet kap főszerepet, ami előtt a költő tisztelettel hajol meg. 

## Más művei
- La melancolía
- El desamor
- Vanidad de las riquezas
- Inmortalidad
- Himno al sol
- Himno al desterrado
- En una tempestad
- Calma en el Mar